# Mark Beevers
Mark Geoffrey Beevers, né le 21 novembre 1989 à Barnsley, est un footballeur anglais qui évolue au poste de défenseur au Peterborough United.

## Biographie

### Carrière en club
Mark Beevers reçoit une sélection en équipe d'Angleterre des moins de 19 ans.
Il est demi-finaliste de la Coupe d'Angleterre en 2013 avec l'équipe de Millwall.
Le 3 juillet 2016, il rejoint le club des Bolton Wanderers.

## Palmarès

### En club
- Peterborough United
  - Vice-champion d'Angleterre de D3 en 2021.